# Under Your Thumb
Under Your Thumb (Englisch für: Unter deiner Fuchtel; wörtlich: Unter deinem Daumen) ist ein Lied der britischen Rock-Duos Godley & Creme, das diese im August 1981 als Auskopplung aus ihrem dritten Album Ismism veröffentlichten. Das Lied erreichte Platz 3 in den UK-Charts, Platz 7 in den irischen Charts und Platz 18 in den niederländischen Charts.

## Inhalt
In dem Lied schildert ein Mann eine Reihe merkwürdiger Ereignisse während er allein in einem Zugabteil sitzt.
Während ein schweres Unwetter über einem Bahnhof tobt, steigt er in Dunkelheit in das letzte Abteil eines leeren Zuges. Beim Einsteigen fühlt er, dass hinter ihm noch jemand einsteigt, kann aber niemanden sehen. Trotz Regen und Donner glaubt er deutlich die Stimme einer Frau zu hören, die schreit: Don’t wanna be under your thumb forever, it’s over and done. (Ich will nicht ewig unter deiner Fuchtel stehen/leben. Es ist vorbei.). Er dreht sich eine Zigarette, und während er raucht, kann er weiter die Stimme hören und das Parfüm der Frau riechen. Plötzlich taucht die Frau direkt vor ihm aus der Dunkelheit auf, öffnet das Fenster und schreit den Refrain des Liedes hinaus: Don’t wanna be under your thumb forever, it’s over and done.
Daraufhin nimmt der Mann eine herumliegende alte Zeitung und liest deren Schlagzeile „Woman throws herself from speeding train, identity unknown.“ („Frau springt aus fahrendem Zug. Identität unbekannt.“) Daneben das Foto der unbekannten toten Frau. Der Mann erkennt die Frau jedoch sofort als jene wieder, die er gerade gesehen hat. Unter dem Foto steht: Don’t wanna be under your thumb forever, it’s over and done.

## Chartplatzierungen
| Jahr | Titel Album             | Höchstplatzierung, Gesamtwochen, AuszeichnungChartplatzierungen (Jahr, Titel, Album, Platzierungen, Wochen, Auszeichnungen, Anmerkungen) | Höchstplatzierung, Gesamtwochen, AuszeichnungChartplatzierungen (Jahr, Titel, Album, Platzierungen, Wochen, Auszeichnungen, Anmerkungen) | Höchstplatzierung, Gesamtwochen, AuszeichnungChartplatzierungen (Jahr, Titel, Album, Platzierungen, Wochen, Auszeichnungen, Anmerkungen) | Anmerkungen |
| Jahr | Titel Album             | UK | IE | NL | Anmerkungen |
| ---- | ----------------------- | --- | --- | --- | ----------- |
| 1981 | Under Your Thumb Ismism | UK3 (11 Wo.)UK | IE7 (5 Wo.)IE | NL18 (6 Wo.)NL |             |